# Experimental & Molecular Medicine
Experimental & Molecular Medicine (EMM) — международный ежемесячный рецензируемый научный журнал открытого доступа (Open Access), публикующий новейшие ключевые достижения по генетическим, молекулярным и клеточным исследованиям физиологии человека и болезней, с особым вниманием к клиническим преимуществам из экспериментальных и трансляционных исследований, проводимых с использованием конкретных молекулярных инструментов. Он охватывает биологию рака, иммунологию, неврологию, сердечно-сосудистые заболевания, генетику и геномику, генную терапию и стволовые клетки, а также регенеративную медицину и пр. Основан в 1964 году, став первым южнокорейским биохимическим журналом, а с 1996 года он получил современный вид.
Согласно 2016 Journal Citation Reports Science Edition импакт-фактор EMM составляет 5.063 и журнал занимает 13 место из 128 в категории «Исследовательская и экспериментальная медицина» (Medicine, Research & Experimental) и 48 из 286 — в категории «Биохимия и молекулярная биология» (Biochemistry & Molecular Biology). Включен в Google Scholar, Science Citation Index, Biological Abstracts, Index Medicus (MEDLINE), Chemical Abstracts, Embase, PMC.
Издаётся Корейским обществом биохимии и молекулярной биологии, чьим официальным журналом является, в Springer Nature, при поддержке Корейской федерации грантов по науке и технологиям, финансируемой правительством Южной Кореи (министерством образования).
Шеф-редактор: член Корейской национальной академии медицины Dae-Myung Jue (Католический университет Кореи).